# Юнусов, Ильхом
Ильхом Юнусов (узб. Ilhom Yunusov / Илҳом Юнусов; 3 мая 1982 года) — узбекистанский футболист, играющий на позициях защитника и полузащитника.
С 2001 года по 2008 год выступал за «Бухару», сыграл более 200 матчей и забил более 20 голов. В 2009 и 2010 годах играл за самаркандское «Динамо». В 2011—2015 годах за каршинский «Насаф». Последующие два сезона провёл в «Кызылкуме». С 2018 года снова в самаркандском «Динамо».
В 2007 году сыграл 2 матча за сборную Узбекистана (против сборных Таиланда и КНДР), в 2013 году сыграл ещё один матч против сборной Вьетнама.